# Boston Society of Film Critics Award für den besten Hauptdarsteller
Die Gewinner des Boston Society of Film Critics Award für den besten Hauptdarsteller. Daniel Day-Lewis gewann als Einziger den Preis viermal, Denzel Washington und Jack Nicholson zweimal.

## 1980er Jahre
| Jahr | Gewinner         | Film                                     | Rolle                           |
| ---- | ---------------- | ---------------------------------------- | ------------------------------- |
| 1980 | Robert De Niro   | Wie ein wilder Stier                     | Jake LaMotta                    |
| 1981 | Burt Lancaster   | Atlantic City, USA                       | Lou Pascal                      |
| 1982 | Dustin Hoffman   | Tootsie                                  | Michael Dorsey/Dorothy Michaels |
| 1983 | Eric Roberts     | Star 80                                  | Paul Snider                     |
| 1984 | Haing S. Ngor    | The Killing Fields – Schreiendes Land    | Dith Pran                       |
| 1985 | Jack Nicholson   | Die Ehre der Prizzis                     | Charley Partanna                |
| 1986 | Bob Hoskins      | Mona Lisa                                | George                          |
| 1987 | Albert Brooks    | Nachrichtenfieber – Broadcast News       | Aaron Altman                    |
| 1988 | Daniel Day-Lewis | Die unerträgliche Leichtigkeit des Seins | Tomas                           |
| 1989 | Daniel Day-Lewis | Mein linker Fuß                          | Christy Brown                   |

## 1990er Jahre
| Jahr | Gewinner          | Film                         | Rolle                     |
| ---- | ----------------- | ---------------------------- | ------------------------- |
| 1990 | Jeremy Irons      | Die Affäre der Sunny von B.  | Claus von Bülow           |
| 1991 | Nick Nolte        | Herr der Gezeiten            | Tom Wingo                 |
| 1992 | Denzel Washington | Malcolm X                    | Malcolm X                 |
| 1993 | Daniel Day-Lewis  | Im Namen des Vaters          | Gerry Conlon              |
| 1994 | Albert Finney     | Schrei in die Vergangenheit  | Andrew Crocker-Harris     |
| 1995 | Nicolas Cage      | Leaving Las Vegas            | Ben Sanderson             |
| 1996 | Geoffrey Rush     | Shine – Der Weg ins Licht    | David Helfgott            |
| 1997 | Al Pacino         | Donnie Brasco                | Benjamin „Lefty“ Ruggiero |
| 1998 | Brendan Gleeson   | Der General                  | Martin Cahill             |
| 1998 | Brendan Gleeson   | Tough Boys – Zwei rechnen ab | Bunny Kelly               |
| 1999 | Jim Carrey        | Der Mondmann                 | Andy Kaufman              |

## 2000er Jahre
| Jahr | Gewinner               | Film                                 | Rolle              |
| ---- | ---------------------- | ------------------------------------ | ------------------ |
| 2000 | Colin Farrell          | Tigerland                            | Roland Bozz        |
| 2001 | Brian Cox              | L.I.E.                               | Big John Harrigan  |
| 2001 | Denzel Washington      | Training Day                         | Alonzo Harris      |
| 2002 | Adrien Brody           | Der Pianist                          | Władysław Szpilman |
| 2003 | Bill Murray            | Lost in Translation                  | Bob Harris         |
| 2004 | Jamie Foxx             | Ray                                  | Ray Charles        |
| 2005 | Philip Seymour Hoffman | Capote                               | Truman Capote      |
| 2006 | Forest Whitaker        | Der letzte König von Schottland      | Idi Amin           |
| 2007 | Frank Langella         | Starting Out in the Evening          | Leonard Schiller   |
| 2008 | Sean Penn              | Milk                                 | Harvey Milk        |
| 2008 | Mickey Rourke          | The Wrestler – Ruhm, Liebe, Schmerz  | Randy Robinson     |
| 2009 | Jeremy Renner          | Tödliches Kommando – The Hurt Locker | SFC. William James |

## 2010er Jahre
| Jahr | Gewinner          | Film                                                    | Rolle           |
| ---- | ----------------- | ------------------------------------------------------- | --------------- |
| 2010 | Jesse Eisenberg   | The Social Network                                      | Mark Zuckerberg |
| 2011 | Brad Pitt         | Die Kunst zu gewinnen – Moneyball                       | Billy Beane     |
| 2012 | Daniel Day-Lewis  | Lincoln                                                 | Abraham Lincoln |
| 2013 | Chiwetel Ejiofor  | 12 Years a Slave                                        | Solomon Northup |
| 2014 | Michael Keaton    | Birdman oder Die unverhoffte Macht der Ahnungslosigkeit | Riggan Thomson  |
| 2015 | Paul Dano         | Love & Mercy                                            | Brian Wilson    |
| 2015 | Leonardo DiCaprio | The Revenant – Der Rückkehrer                           | Hugh Glass      |